# کلودیو گالی
کلودیو گالی (زاده ۱۲ ژوئیه ۱۹۶۵) بازیکن والیبال ایتالیایی است. وی در المپیک تابستانی ۱۹۸۸ و المپیک تابستانی ۱۹۹۲ به رقابت پرداخت.